# II. Donald skót király
II. Donald (Domnall mac Causantín), (862 – 900) Skócia királya volt 889-től 900-ig, I. Konstantin fia, és saját elődje, Eochaid első unokatestvére. 
Egy bosszúból vívott csatában szerezte meg Skócia trónját. Giric skót király, aki bizonyos források szerint együtt uralkodott Eochaiddal, 878-ban meggyilkolta Donald nagybátyját, Aedh skót királyt. Giric halála után Donald Eochaidot is elűzte az országból és magához ragadta a kormányzást.
II. Donald uralkodása alatt történt, hogy a Strathclyde-i királyság skót uralom alá került és így az Ulsteri évkönyvek szerint létrejött Alba királyság, azaz „ri Alban”, megkülönböztetve a korábbi Pikt királyságtól („rex Pixtorum”).
Skócia első uralkodójának ugyanakkor I. Kennethet szokták tekinteni, hiszen például az Alba királyainak krónikája a Skóciának megfeleltethető Alba név használatát az ő uralkodásáig viszi vissza.
Donald uralkodása idején felerősödtek a dán vikingek támadásai, akik immár kevésbé fosztogatni jöttek, ehelyett inkább területeket akartak elfoglalni Skócia és az angolszász királyságok határain. A dánok 'Erős Sigurd' vezetésével meg is hódították Skócia északi részét. Donaldnak a skót hegyvidék rabló törzsei ellen is hadakoznia kellett.  
Mint a korszak más uralkodói, Donald halálának körülményei is tisztázatlanok. Egy beszámoló szerint Dunnottarnál ölték meg, amikor a dán támadók ellen harcolt, egy másik szerint pedig természetes halállal halt meg egy betegség következtében amit a hegyvidékiek elleni hadjáratban szerzett.
Iona szigetén temették el, ahol Dál Riata uralkodói és a korai skót királyok nyugodtak. Utóda unokaöccse lett, II. Konstantin. Fia, Malcolm később szintén király lett (I. Malcolm skót király).